# Alberto Blanco (poeta)
Alberto Blanco es un poeta mexicano, nacido el 18 de febrero de 1951 en la Ciudad de México.

## Biografía
Alberto Blanco nació en la Ciudad de México, donde pasó su infancia y adolescencia. Cursó estudios universitarios de química en la Universidad Iberoamericana, donde se graduó con mención honorífica, y de filosofía en la Universidad Nacional Autónoma de México. Después, por dos años, cursó estudios de maestría en Estudios Orientales, en el área de China, en El Colegio de México. Su primera publicación en una revista data de 1970. Fue coeditor y diseñador de la revista de poesía El Zaguán (1975-1977), y becario del Centro Mexicano de Escritores (1977), del Instituto Nacional de Bellas Artes (1980) y del Fondo Nacional para la Cultura y las Artes (1990). En 1991 recibió una beca Fulbright, para hacer una residencia en la Universidad de California, Irvine; y en 1992 una beca de la Fundación Rockefeller. Ingresó en 1994 al Sistema Nacional de Creadores, del cual también fue jurado. En 2008, recibió la Beca Guggenheim. En 2018 fue nombrado Creador Emérito en México.
Blanco ha sido invitado a participar en muchos de los más importantes festivales de poesía del mundo, y ha ofrecido múltiples cursos, talleres, lecturas y conferencias en muchas ciudades de México y del extranjero, incluso lecturas y conferencias en unas cincuenta universidades, museos e instituciones de Estados Unidos así como en Francia, Canadá, Alemania, España, Italia, Colombia, Irlanda, El Salvador, Chile, Bélgica, Suecia, Dinamarca, Islandia, Estonia y Finlandia.

## Obra
Su producción literaria es muy variada y abundante, y abarca tres géneros: en primer lugar la poesía, seguida del ensayo y luego del trabajo de traducción. Hasta la fecha ha publicado 36 libros de poesía en México y quince fuera del país; diez libros y cuadernos con sus traducciones del trabajo de otros poetas y más de una docena de doce libros para niños, varios de los cuales han sido ilustrados por su esposa Patricia Revah. Su trabajo ha sido traducido a una veintena de idiomas, entre ellos: inglés, francés, alemán, portugués, italiano, holandés, sueco, danés, húngaro, japonés, rumano, croata, islandés, finlandés, estonio, búlgaro, zapoteco y ruso.
A pesar de que tiene más de 80 libros publicados, y más de 20 traducidos, antologados o ilustrados, Alberto Blanco insiste en que ha trabajado sólo en tres libros: un libro de poemas, otro de ensayos sobre artes visuales, y una poética.
A la fecha tiene más de mil publicaciones en revistas, catálogos, periódicos y suplementos literarios. Se han publicado más de 300 ensayos, reseñas y notas sobre su trabajo tanto en México como en otros países, y más de 80 entrevistas. Sus poemas se encuentran incluidos en una centena de antologías, han sido estudiados en varias tesis de maestría y doctorado y aparecen incluidos en una docena de diccionarios y libros de texto. En total tiene más de 1500 publicaciones.

### Poesía
Existen seis antologías de sus poemas: Amanecer de los sentidos, publicada por el Consejo Nacional para la Cultura y las Artes en México en 1993; Dawn of the Senses, una antología bilingüe que involucra a una docena de traductores publicada por City Lights, en San Francisco, en 1995, de la cual se ha hecho una nueva edición en 2013; De vierkantswortel van de hemel, Gedichten, traducido al holandés por Bart Vonck, y publicado por Wagner & Van Santen en Holanda, 2002; y A Cage of Transparent Words, editada por Paul B. Roth, traducida por ocho traductores y publicada por The Bitter Oleander Press de Nueva York; y Hacia el mediodía, publicada en 2013 por la Editorial Pre-Textos, en España, y Sólo el anhelo, publicada también por Pre-Textos, en 2018.
Por su parte, el Fondo de Cultura Económica publicó en 1998 en su serie mayor de Letras Mexicanas bajo el título de El corazón del instante, una primera reunión de doce libros de poesía que abarca 25 años (1968-1993) de escritura; y en 2005 una segunda reunión de otros doce libros de poesía en la misma colección y bajo el título de La hora y la neblina. El tercer ciclo de doce libros, A la luz de siempre, apareció en 2018.
Sus libros de poesía más recientes son: La radice quadrata del cielo, traducido por Claudio Fiorentini, Ensemble, Roma, 2017; Musique de chambre instantanée / Música de cámara instantánea, traducido por Stéphane Chaumet, Uniediciones, Bogotá, Colombia, 2017; In weiter Ferne, so nah / Tan lejos y tan cerca, traducido por Silke Trienke, Libros de Sawade, México, 2018. 
La editorial AUIEO, de la Ciudad de México publicó en 2011 el primer volumen de su poética: El llamado y el don; la misma editorial publicó en 2013 el segundo volumen, La poesía y el presente ; y la editorial AnDante publicó en 2016 el tercer y último volumen de su poética: El canto y el vuelo, que obtuvo el Premio “Xavier Villaurrutia”.
Otro de sus libros de poesía más recientes es el que publicó The Bitter Oleander Press en una edición bilingüe:  Afterglow / Tras el rayo, en traducción de Jennifer Rathbun. También un libro de poesía más reciente, publicado en los Cuadernos de Pauta que dirige Mario Lavista, se titula: Música de cámara instantánea, y está compuesto por cincuenta y dos poemas dedicados a otros tantos compositores de música contemporánea.

### Artes visuales y música
Blanco ha trabajado con muchos pintores, escultores y fotógrafos, y sus ensayos sobre artes visuales se encuentran publicados en un gran número de catálogos y revistas. Ha publicado libros completos dedicados a la obra de Joy Laville, Vicente Rojo Almazán, Rodolfo Nieto, Francisco Toledo, el fotógrafo Jorge Vértiz y Sandra Pani. Asimismo, ha hecho carpetas de grabados y poemas con un gran número de artistas, como Gunther Gerzso, Luis Filcer, Vicente Rojo Almazán, Arnaldo Cohen, Joy Laville, Manuel Marín, Miguel Ángel Alamilla y Nunik Sauret, entre otros. En 1998 fueron reunidos por el CNCA en un solo volumen: Las voces del ver. Este libro sirvió como base para grabar una serie de televisión de programas que con el mismo nombre proyectó el Canal 22 de la televisión en México. Una nueva edición, corregida y aumentada (más de 800 páginas) de los ensayos sobre las artes visuales, se publicó en 2012 bajo el título de  El eco de las formas.
Alberto Blanco es también conocido como artista visual: sus collages han aparecido en múltiples libros y revistas, y su pintura ha participado en Salones nacionales. Ha hecho varias exposiciones en California y en 2007 expuso 108 collages en la Estación Indianilla de la Ciudad de México junto con esculturas recientes de Leonora Carrington. Asimismo son notables sus libros de artista que forman parte de importantes colecciones en varias universidades de Estados Unidos. En 2011, The Athenaeum, en La Jolla, California, realizó una exposición retrospectiva de sus libros de artista que abarca cuatro décadas de trabajo, bajo el título de: Visual Poetry / Poesía visual. En 2015 el CECUT (Centro Cultural de Tijuana) presentó una gran exposición retrospectiva de su trabajo de collage (http://cecut.gob.mx/article/3979). Se pueden ver muestras de su trabajo visual en esta dirección: https://www.albertoblancocollage.com/ .
También ha sido compositor de canciones, y fue cantante y tecladista de los grupos de rock y jazz La Comuna y Las Plumas Atómicas.Todos sus poemas dedicados al rock están reunidos en el libro Paisajes en el oído, publicado por Aldus en 2012. Además, existe un blog dedicado íntegramente a los poemas de este libro, así como a la música y los músicos que los inspiran: http://paisajeseneloido.blogspot.com/ .

## Premios y becas
En 1988 Blanco recibió el Premio de Poesía "Carlos Pellicer" por su libro Cromos, y en 1989 el Premio "José Fuentes Mares" por Canto a la sombra de los animales, libro que reúne poemas suyos con dibujos de Francisco Toledo. En 1996 También los insectos son perfectos recibió en Holanda el Diploma "Honor List de IBBY" (International Board on Books for Young People). En 2001 recibió la Beca Octavio Paz de Poesía. En 2002 recibió el premio "Alfonso X el Sabio" a la excelencia en la traducción literaria que otorga San Diego State University. 
En 1997 fue invitado por la Fundación Rockefeller a una residencia en Bellagio, Italia; y en el año 2000 fue invitado como poeta residente por el Poetry Center de la Universidad de Arizona en Tucson. También fue invitado a inaugurar el programa "La Universidad de la Poesía", en Chile, ofreciendo lecturas, conferencias, pláticas y talleres en varias ciudades de ese país.
En 2008 le fue concedida la Beca Guggenheim.
Fue un nominado para recibir el premio Hans Christian Andersen (considerado el premio Nobel de literatura infantil) de 2010. 
Aunque se he dedicado por completo a la práctica de la poesía y no ha hecho carrera académica (en México nunca ha trabajado para ninguna institución), fue profesor de tiempo completo tres años en el Programa de Creación Literaria de la Universidad de Texas en El Paso, UTEP. A fines de 1996 regresó con su familia a la ciudad México, pero en 1998, y 1999, fue invitado como profesor distinguido en la Universidad Estatal de San Diego, California, SDSU. En 2007 fue nombrado Knapp Chair por un semestre en la Universidad de San Diego, USD. En 2010 ofreció cursos de arte en Middlebury College, y fue invitado a dar clases de literatura en la Universidad de California en San Diego, UCSD, en 2009 y 2010. En 2011 regresó a Middlebury College, y desde entonces no da más clases.
En 2017 ganó el Premio Xavier Villaurrutia por el primer volumen de su poética (que consta de tres libros) El canto y el vuelo, señalando en el recibimiento que “la poesía es un misterio, un puro lugar común y, al mismo tiempo, una verdad evidente”. Y en 2019 le fue concedido el Premio Internacional de Poesía “Ramón López Velarde” otorgado por la Universidad Autónoma de Zacatecas.
En 2018 fue nombrado Creador Emérito en México.

## Comentarios sobre su obra
La poesía de Alberto Blanco ha sido ampliamente comentada y discutida, tanto en México como fuera del país, y son múltiples los reconocimientos que ha merecido su obra. Un ejemplo de la apreciación crítica de su trabajo es lo que escribe el poeta José Emilio Pacheco en la introducción de Dawn of the Senses, donde a la letra dice,“(Blanco) es una persona para quien, come decía Henry James, nada se pierde: todo desemboca en sus palabras, se vuelve un afluente para el caudal de su poesía. Sus estubios de química, su actividad de artista plástico y músico de jazz, su conocimiento de la literature china y el budismo zen le dan a sus poemas un tono y una perspective que nunca antes se vieron juntos en otro poeta mexicano.” Además, el escritor y poeta colombiano Álvaro Mutis, en la introducción de Amanecer de los sentidos, escribe que, “El minucioso y amoroso catálogo de instantes, animales, plantas, seres, soles y nocturnas revelaciones que nos presenta esta poesía constituye, a mi modo de sentir, un oráculo terrible y un último grito de esperanza. Para decirlo de manera más simple y directa, una oración.”  Por su parte, Jerome Rothenberg ha escrito: "Una voz que crece cada vez más en importancia en la poesía mexicana y latinoamericana es la de Alberto Blanco, cuya obra poética cruza fronteras, lo mismo que su trabajo como artista visual, músico, ensayista y traductor." 
Y el crítico Julio Ortega añade: “Nada es más difícil que ser un escritor mexicano. Y no es extraño, por ello, que algunos de los mejores sean los menos obvios, aquellos pocos que no ocupan la luz cenital del instante de la fama… Entre los menos más está Blanco, poeta independiente cuya obra es de una constancia y fidelidad admirables. Leerlo es curarse del pesimismo. Probablemente a Alberto Blanco le haya tocado asumir la herencia de Octavio Paz. No porque vaya a remplazarlo en los espacios del intelectual público, un papel que dejaría hoy en ridículo a cualquier monosabio que lo pretendiera. Blanco, más bien,  asume la llama viva, la más digna herencia de Paz: la tradición de lo moderno.”

## Publicaciones

### Libros de poesía publicados en México
- Giros de faros, Colección Letras Mexicanas, Fondo de Cultura Económica, México, 1979. Segunda edición, Fondo de Cultura Económica, México, 1985.
- El largo camino hacia Ti, Cuadernos de Poesía, UNAM, México, 1980.
- Antes De Nacer, Libros del Salmón, Editorial Penélope, México, 1983.
- Tras el rayo, Cuarto Menguante Editores, Guadalajara, 1985.
- Cromos, Colección Tezontle, Fondo de Cultura Económica en coedición con el INBA y la SEP, México, 1987.
- Canto a la sombra de los animales, en colaboración con el pintor Francisco Toledo, Galería López Quiroga, México, 1988.
- El libro de los pájaros, Ediciones Toledo, México, 1990.
- Materia prima, El Ala del Tigre, UNAM, México, 1992.
- Cuenta de los guías, Ediciones Era, México, 1992.
- Amanecer de los sentidos, Antología personal precedida por una presentación de Álvaro Mutis, Lecturas Mexicanas, Tercera Serie, Num. 79, CONACULTA, México, 1993.
- El corazón del instante Colección Letras Mexicanas, Fondo de Cultura Económica, México, 1998, reunión de doce libros de poesía:
  - Giros de faros
  - La parábola de Cromos
  - Paisajes en el oído
  - El libro de los animales (incluye Canto a la sombra de los animales y El libro de los pájaros).
  - Tras el rayo
  - Materia prima
  - Este silencio
  - Trébol inverso
  - El corazón del instante
  - La raíz cuadrada del cielo
  - Antes De Nacer
- Este silencio, libro de 68 haikus y 4 tankas, con ilustraciones de Xavier Sagarra, Editorial Verdehalago, México, 1998.
- Más de este silencio, libro de 40 haikus, con ilustraciones de Susana Sierra, Ediciones del Ermitaño, México, 2001.
- El libro de las piedras, Práctica Mortal, Consejo Nacional para la Cultura y las Artes, México, 2003.
- Medio cielo, ilustraciones de Felipe Morales, Artes de México y Librería Grañén Porrúa, México, 2004.
- La hora y la neblina, Colección Letras Mexicanas, Fondo de Cultura Económica, México, 2005, segunda reunión de doce libros de poesía:
  - Pequeñas historias de misterio
  - Poemas vistos y antipaisajes
  - Poemas traídos del sueño
  - Paisajes en el oído
  - Romances de ultramar
  - Medio cielo
  - El libro de las piedras
  - Relámpagos paralelos
  - El libro de los animales
  - La hora y la neblina
  - Álbum de estampas
  - Tiempo extra
- Música de cámara instantánea, 52 poemas dedicados a compositores de música contemporánea, Cuadernos de Pauta, CONACULTA, 	México, 2005.
- Paisajes en el oído, Aldus y Universidad Autónoma deCoahuila, México, 2012.
- Todo este silencio, La furia del pez, Ediciones del Ermitaño, México, 2013.
- Medio cine, Ediciones Sin Nombre y Concaculta, México, 2014.
- El libro de las plantas, ilustrado por Sandra Pani, Colección Tezontle, Fondo de Cultura Económica, México, 2014.
- Poesía visual, Ediciones del Lirio y Conaculta, México, 2015.
- La raíz cuadrada del cielo, Universidad Autónoma de Nuevo León y Matadero, México, 2016.
- Todo este silencio / All This Silence, traducción de John Oliver Simon, con ilustraciones de Susana Sierra, La furia del pez, Ediciones del Ermitaño, México, 2016.
- Contratiempos, El Errante, Colección El Secreto, Serie Mayor, Puebla, 2016.
- A la luz de siempre, Poesía, Fondo de Cultura Económica, México, 2018, reunión de doce libros de poesía:
  - A la luz de siempre
  - Duermevela
  - El libro de las plantas
  - Piedras rodantes
  - Relámpagos paralelos
  - El tacto y la mirada
  - La Edad de Bronce
  - Cuenta de los guías
  - Música de cámara instantánea
  - Amherst Suite
  - Contratiempos
  - Metapoemas
- El corazón del instante, nueva edición. Poesía, Fondo de Cultura Económica, México, 2018.
- La hora y la neblina, nueva edición. Poesía, Fondo de Cultura Económica, México, 2018.

### Libros de poesía publicados en otros países
- Dawn of the Senses, Selected Poems of Alberto Blanco, antología bilingüe que recoge poemas de seis libros publicados en México así como algunos poemas inéditos, editada por Juvenal Acosta y traducida al inglés por W. S. Merwin, Edith Grossman, Eliot Weinberger, Julian Palley, Mark Schafer, John Oliver Simon, Robert L. Jones, Jennifer Clement, James Nolan, Joanne Saltz, Joseph Pitkin y Reginald Gibbons, City Lights Books, Pocket Poet Series No. 52, San Francisco, 1995. Segunda edición, City Lights, San Francisco, 2014.
- El origen y la huella/The Origin and the Trace, un homenaje a Jorge Cuesta, imágenes de Alberto Dilger, traducción al inglés de Julian Palley, (circa), San Diego, 2000.
- De vierkantswortel van de hemel, Gedichten, traducción al holandés de Bart Vonck, Wagner & Van Santen, Holanda, 2002.
- Pequeñas historias de misterio, ilustradas por Luis Mayo, Galería Estampa, Madrid, 2002.
- A la lumière de la nuit / A la luz de la noche, con collages del autor, traducción al francés de Danièle Bonnefois, Manière Noire Editeur, Vernon, Francia, 2005.
- A Cage of Transparent Words, a selection of poems by Alberto Blanco, antología bilingüe que recoge poemas de nueve libros publicados en México, editada por Paul B. Roth y traducida al inglés por Judith Infante, Joan Lindgren, Elise Miller, Edgardo Moctezuma, Gustavo V. Segade, Anthony Seidman, John Oliver Simon y Kathleen Snodgrass, The Bitter Oleander Press, New York, 2007.
- Feu nouveau / Fuego nuevo, antología poética de Alberto Blanco, traducción al francés de Stéphane Chaumet, L'Oreille du Loup, París, 2009.
- Amherst Suite, poesía Hiperión, Madrid, España, 2010.
- Afterglow, edición bilingüe de Tras el rayo, traducción de Jennifer Rathbun, The Bitter Oleander Press, New York, 2011.
- Hacia el mediodía, Colección La Cruz del Sur, Editorial Pre-Textos, Valencia, España, 2013.
- El libro de las plantas, ilustrado por Sandra Pani, Fondo de Cultura Económica de Chile, Santiago de Chile, 2015.
- La radice quadrata del cielo, traducido por Claudio Fiorentini, Ensemble, Roma, 2017.
- Musique de chambre instantanée / Música de cámara instantánea, traducido por Stéphane Chaumet, Uniediciones, Bogotá, Colombia, 2017.
- In weiter Ferne, so nah / Tan lejos y tan cerca, traducido por Silke Trienke, Libros de Sawade, México, 2018.
- Sólo el anhelo, Colección La Cruz del Sur, Editorial Pre-Textos, Valencia, España, 2018.
- Canto desierto, poesía Hiperión, 2024, Madrid, España, 2024.

### Poética
- El llamado y el don, AUIEO y CONACULTA, México, 2011.
- La poesía y el presente, AUIEO y CONACULTA, México, 2013.
- El canto y el vuelo, anDante, México, 2016.

### Plaquettes
- Pequeñas historias de misterio ilustradas, en colaboración con el ilustrador Felipe Dávalos, Editorial La Máquina de Escribir, México, 1978.
- Triángulo amoroso, Colección Margen de Poesía, Casa del Tiempo de la UAM, México, 1992.
- El origen y la huella/The Origin and the Trace, traducción de Julian Palley, (circa), San Diego, 2000.
- Stele, traducción al sueco de Lasse Söderberg, Lilla torg, Malmö, Suecia, 2005.

### Libros de arte
- Imágenes y colores de Oaxaca, Gobierno del Estado de Oaxaca, Instituto Politécnico Nacional y Fundación Alejo Peralta, México, 1998.
- Siete escultores, primavera 2000, Fernando González Gortázar, Marina Láscaris, Jesús Mayagoitia, Paul Nevin, Kiyoto Ota, Ricardo Regazzoni, Jorge Yázpik, Impronta Editores, México, 2000.
- Encuentro de arte español en México, José Manuel Broto, Javier Fernández de Molina, Josep Guinovart, Francisco Peinado, Albert Ráfols-Casamada, José María Sicilia, Zush, Impronta Editores, México, 2001.
- Quince volcanes, Vicente Rojo y Alberto Blanco, Impronta Editores, México, 2001.
- 9 x 10 Escultura, Manuel Felguérez, Vicente Rojo, José Luis Cuevas, Fernando González Gortázar, Jesús Mayagoitia, Alberto Castro Leñero, Miguel Ángel Alamilla, Jorge Yázpik, Sergio Hernández, Impronta Editores, México, 2005.
- Miradas en el tiempo, fotografías de Michel Zabé, Avantel, Conaculta e INAH, México, 2005.
- Iconos, de Yturbe Arquitectos, Turner, México, 2008

### Libros de ensayos sobre artes visuales
- Las voces del ver, 42 ensayos sobre artes visuales, Sello Bermejo, Consejo Nacional para la Cultura y las Artes, México, 1997.
- Las estaciones de la vista, una conversación con Vicente Rojo, Ediciones de Samarcanda, México, 1999.
- Rodolfo Nieto: Los años heroicos, Círculo de Arte, Consejo Nacional para la Cultura y las Artes, México, 2002.
- Vicente Rojo: La música de la retina, Editorial Aldus, Colección Las horas situadas, México, 2004.
- Rodolfo Nieto, Dibujos y obra gráfica, Museo de Arte Moderno, INBA y CONACULTA, México, 2005.
- Cielo y tierra, Fotografías de Jorge Vértiz en la India, con poemas de Elsa Cross, Colección Luz Portátil, Artes de México y Gobierno del Distrito Federal, México, 2006.
- Sandra Pani, El bisturí óptico, Salvador Elizondo y Alberto Blanco, Círculo de Arte, Consejo Nacional para la Cultura y las Artes, México, 2012.
- El eco de las formas, 64 ensayos sobre artes visuales, Teoría y Práctica del Arte, Consejo Nacional para la Cultura y las Artes, México, 2012.
- Joy Laville, Una promesa de felicidad, Círculo de Arte, Consejo Nacional para la Cultura y las Artes, México , 2014.
- Sandra Pani, Turner, México, 2019.

### Carpetas
- El metro de Nueva York, carpeta con 1 poema y 4 grabados de Luis Filcer, Galería Rodríguez Caramazana, México, 1988.
- Ocho volcanes, con 1 poema y 8 grabados de Vicente Rojo, Cocina Editores, México, 1992.
- La sombra de cada día, carpeta con 36 poemas y 18 grabados de Manuel Marín, México, 1994.
- Tú / You, carpeta con 1 poema en español y su traducción al inglés y 8 grabados de Derli Romero, traducción de Lisa Moctezuma-Bender, San Diego, 2000.
- Casa entre nubes, carpeta con 1 poema y 15 serigrafías (esquemas para esculturas) de Vicente Rojo, Centro de Producción Gráfica de Tepoztlán, Morelos, otoño del 2001.
- El exilio de los sentidos, carpeta 1 poema y 5 grabados de Francisco Castro Leñero, Helen Escobedo, Manuel Felguérez, Perla Krauze y Boris Viskin, Museo de Arte Abstracto Manuel Felguérez, Zacatecas, Arte y Naturaleza, Madrid, 2005.
- Tierra desnuda, carpeta con 1 poema y fotografías de Moisés Levy, Impronta Editores, CAD Alternativo, México, 2005.
- El principio formal, carpeta con 1 poema, 6 grabados y una plaqueta de cerámica de Francisco Huazo, Centro de Investigación CINCCO, México, 2007
- A la luz de la noche / To Light by Night, carpeta con 5 poemas en español y su traducción al inglés y 5 grabados en placa de zinc impresos por Gabriel Macotela, traducción de Joan Lindgren, editado por Derli Romero, Nihil Obstat, Morelia, 2007.
- La violoncellista, carpeta con un grabado de Joy Laville producida por el Auditorio Nacional, Taller de grabado Tiempo Extra, México, 2005.
- Temples/Templos, carpeta con doce grabados de Gunther Gerzso y doce poemas de Hank Hine traducidos por Alberto Blanco, Limestone Press, San Francisco, 1995.
- Tango de la cicatriz, carpeta con una presentación de Alberto Blanco, un poema de Juvenal Acosta y 5 monotipos de Gustavo Ramos Rivera, Ediciones Tarumba, San Francisco, 1996.
- Tokonoma, carpeta con 1 poema y grabados y litografías de Nunik Sauret, Taller de Gráfica Intaglio, Centro Cultural Estación Indianilla, México, 2008.
- Revelación, carpeta con 1 poema y 4 litografías de Miguel Ángel Alamilla, Taller de Gráfica Intaglio, Centro Cultural Estación Indianilla, México, 2008.
- Mí Paraíso, carpeta con 2 poemas y 6 grabados y de Sandra Pani, Taller de Gráfica Intaglio, Centro Cultural Estación Indianilla, México, 2008.
- Presto non assai, ma con sentimento, carpeta con un grabado de Arnaldo Coen producida por el Auditorio Nacional, Taller de grabado Tiempo Extra, México, 2008.
- Círculo del horizonte, carpeta con 5 grabados de Vicente Rojo y 1 poema de Alberto Blanco, Taller de Gráfica Intaglio, Centro Cultural Estación Indianilla, México, 2009.
- El sueño del Edén, carpeta con 1 texto y 1 grabado de Arnaldo Coen producida por el Auditorio Nacional Taller de grabado Tiempo Extra, México, 2012.
- La voz de Ariadna, carpeta con 1 texto y 1 grabado de Arnaldo Coen Auditorio Nacional y Taller Tiempo Extra, México, 2012.

### Carpetas con poemas y obra gráfica suya
- A la luz de la noche / To Light by Night, carpeta con 5 poemas en español y su traducción al inglés y 5 grabados en placa de zinc impresos por Gabriel Macotela, traducción de Joan Lindgren, editado por Derli Romero, Nihil Obstat, Morelia, 2007.
- Mecanografías, carpeta con doce litografías impresa en el Taller Intaglio del Centro Cultural Estación Indianilla, México, 2010.
- Los siete pescados capitales, carpeta con siete piezas de gráfica realizada en Computer Resources Associates, en La Jolla, California; editado en el Taller de Diseño y Manufactura MAJAC, México, 2010.

### Libros de artista (ediciones)
- Mapas / Maps, edición limitada de 30 ejemplares, quince en español y quince en inglés, con un poema y 40 mapas, en un álbum forrado de cuero hecho y grabado en DEVIN e impreso en el Taller de Diseño y Manufactura MAJAC, México, 2010-2011.
- Pájaros de alambre, edición limitada de 30 libros de artista con un poema y 48 imágenes digitalizadas, geometrizadas y recortadas en una cortadora Láser en el Taller de Diseño y Manufactura MAJAC, dentro de un álbum forrado de cuero hecho y grabado en DEVIN, México, 2010-2011.
- Quince paisajes vistos a través de la misma ventana, edición limitada de 30 libros con un poema y quince paisajes, impreso en el Taller de Diseño y Manufactura MAJAC, y encuadernado por Yazmín Hidalgo con interiores de papel japonés impreso a mano, México, 2010-2011.

### Libros para niños publicados en México
- Un sueño de Navidad, texto de Alberto Blanco y textiles de Patricia Revah, Colección Reloj de Cuentos, Num. 6, coedición de CIDCLI y SEP, México, 1984.
- Mandalas para iluminar, Colección Letra y Color, coedición de Ediciones del Ermitaño y SEP, México, 1984.
- Pájaros, pájaros, texto de Alberto Blanco y textiles de Patricia Revah, Editorial Trillas, México, 1990.
- También los insectos son perfectos, poemas de Alberto Blanco ilustrados por Diana Radaviciuté, Colección Reloj de Versos,	Num. 11, coedición de CIDCLI y CONACULTA, México,1993.
- Dos cuentos con alas, cuentos de Alberto Blanco ilustrados por Laura Almeida, Colección Botella al Mar, Editorial Grijalbo, México,1994.
- A, B, C, poemas de Alberto Blanco y textiles de Patricia Revah, SITESA, México, 1999. Programa Nacional de Lectura: Colección Bibliotecas de Aula, coedición de SITESA y S. E. P., México, 2003.
- También los insectos son perfectos/Insects Are Perfect Too, edición bilingüe, poemas de Alberto Blanco traducidos al inglés por el autor, ilustrados por Diana Radaviciuté, Colección Reloj de Versos, Num. 11, CIDCLI, México,1999.
- Preguntas de Ocotlán, texto de Alberto Blanco ilustrado con collages de Rodolfo Morales, Circo de Arte, CONACULTA, México, 2000.
- Luna de hueso, texto de Alberto Blanco e ilustraciones de Francisco Toledo, Alfaguara Infantil, México, 2003.
- El blues de los gatos, texto de Alberto Blanco e ilustraciones de Patricia Revah, Alfaguara Infantil, México, 2005.
- Dichos de bichos, texto de Alberto Blanco e ilustraciones de Patricia Revah, Alfaguara Infantil, México, 2007.
- La sirena del desierto, texto de Alberto Blanco e ilustraciones de Patricia Revah, en de la colección Libros del alba de Artes de México en coedición con CONACULTA, México, 2007.
- Rimas y números / Numbers and Rhymes, poemas de Alberto Blanco e ilustraciones de Patricia Revah, Alfaguara Infantil, México, 2008.
- A B C, poemas de Alberto Blanco e ilustraciones de Patricia Revah, Alfaguara Infantil, México, 2009.

### Libros para niños publicados en el extranjero
- The Desert Mermaid/La sirena del desierto, texto de Alberto Blanco y textiles de Patricia Revah, edición bilingüe en Children's Book Press, San Francisco, 1992.
- Angel's Kite/La estrella de Angel, cuento de Alberto Blanco ilustrado por Rodolfo Morales, edición bilingüe en Children's Book Press, San Francisco, 1994.
- The Blank Page, ilustrado por Rob Moss Wilson, Plum Blossom Books, Parallax Press, Berkeley, California, 2020.

### Libros para niños traducidos
- El día de Miranda para bailar, de Jackie Jasina Schaefer, Four Winds Press, Maxwell Macmillan International, New York, 1994.

### Libros de ciencia traducidos
- Plantas de los Dioses, de Richard Evans Schultes y Albert Hofmann, Fondo de Cultura Económica, México, 1982.
- El lado izquierdo de la creación, de John D. Barrow y Joseph Silk, Fondo de Cultura Económica, México, 1991.

### Libros de poesía traducidos
- El Dhammapada: El camino de la verdad, con fotografías de Ana Hernández, Árbol Editorial, México, 1981.
- Allen Ginsberg, breve antología, Material de lectura Num. 94, Serie Poesía Moderna, UNAM, México, 1982.
- Emily Dickinson, breve antología, Material de lectura Num. 98, Serie Poesía Moderna, UNAM, México, 1982. (Las traducciones de Allen Ginsberg y Emily Dickinson se encuentran incluidas en Los grandes de la poesía moderna, Poetas de la lengua inglesa, Vol. 1 y Vol. 2, Material de lectura, UNAM, México, 1986.)
- Kenneth Patchen, breve antología, Material de lectura Num. 116, Serie Poesía Moderna, UNAM, México, 1986.
- Bertolt Brecht: Las visiones y los tiempos oscuros, en colaboración con Pura López Colomé, Serie El Puente, Textos de Difusión Cultural, UNAM, México, 1989.
- Ivan Malinowski: El corazón del invierno, en colaboración con Francisco Uriz, Los bífidos, El Tucán de Virginia, México, 1991.
- Runas para una mesa redonda, poemas de W. S. Merwin, Colección Margen de Poesía, Casa del Tiempo de la UAM, México, 1994.
- Más de dos siglos de poesía norteamericana II, edición bilingüe, (52 poemas traducidos), selección, traducciones, prólogo y notas de Alberto Blanco, Serie El Puente, Textos de Difusión Cultural, UNAM, México, 1994.
- W. S. Merwin: Después de los alfabetos, antología poética 1952-1993, traducciones y selección de Pura López Colomé y Alberto Blanco, prólogo de Octavio Paz, W. S. Merwin y Alberto Blanco,	Colección Hotel Ambosmundos, México, 1996.
- Dhammapada o las enseñanzas de Buda, Fondo 2000, Fondo de Cultura Económica, México, 1997.
- La ecuación del fuego, de Jean-Marc Debenedetti, traducción de Alberto Blanco y Danièle Bonnefois, Libros del Innombrable, Zaragoza, España. 2001.
- El Dhammapada, El camino de la verdad, con fotografías de Pepe Navarro, Tezontle, Fondo de Cultura Económica, México, 2004.
- 55 poemas de Emily Dickinson, poesía Hiperión, Madrid, España, 2010.

### Antologías
- Más de dos siglos de poesía norteamericana II, edición bilingüe, selección, prólogo y notas de Alberto Blanco, Serie El Puente, Textos de Difusión Cultural, UNAM, México, 1994.
- El hombre: imagen y semejanza, Definiciones del ser humano escritas por poetas, edición de Alberto Blanco, Editorial Planeta, México, 2003.

### Libros ilustrados
- Teñido de la lana con plantas, de Rosa Galy y Patricia Revah, Colección Cántaro, Árbol Editorial, México, 1982.
- La luciérnaga, Antología para niños de la poesía mexicana contemporánea, compilación de Francisco Serrano, CIDCLI, México, 1983.
- Álbum de zoología, de José Emilio Pacheco, Cuarto Menguante Editores, Guadalajara, 1985.
- Un año de bondad, 52 collages en homenaje a Max Ernst, Cuadernos de La Orquesta, Num. 6, SEP y CREA, México, 1987.
- Dawn of the Senses, de Alberto Blanco, City Lights Books, Pocket Poets Series, Num. 52, San Francisco, febrero de 1995.
- A la lumière de la nuit / A la luz de la noche, con collages del autor, traducción al francés de Danièle Bonnefois, Manière Noire Editeur, Vernon, Francia, 2005.

### Discos
- El libro de los pájaros, disco compacto con poemas de Alberto Blanco y música de Armando Contreras y Salvador Torre, Dirección General de Extensión Universitaria, Departamento de Estudios Literarios de la Universidad de Guadalajara, Guadalajara, 1994.

### Series de televisión
- Las voces del ver, serie de programas basada en sus ensayos sobre artes visuales, producida por Lola Creel y Michel Strauss, para la Unidad de Proyectos Especiales de CONACULTA. Dirección de Eduardo Herrera, guiones en colaboración con Luis Cortés Bargalló, y música de Salvador Torre, México, 2001-2002.

### Obras de teatro
- El señor de los sueños, Compañía de títeres La Coperacha, dirigida por Antonio Camacho en colaboración con el colectivo estadounidense Alla Balena Ensemble, música de Carlos Sánchez Gutiérrez, textos de Alberto Blanco, coreografía de Narciso Sánchez y el concepto visual basado en la obra pictórica de Rodolfo Morales.

### Participación en Películas
- La tribu de las palabras, un documental sobre el encuentro realizado en marzo de 2001 de dieciséis poetas dentro del festival Chile Poesía, 120 minutos, dirigido por Rodrigo Iván Sepúlveda, Cielito Producciones, Santiago de Chile, 2001-2003.
- À travers le cristal d'Alan Glass, un documental sobre la vida y obra del artista Alan Glass, Colection DVD Phares, 140 minutos, dirigido por Tufic Makhlouf Akl, Seven Doc, Grenoble, Francia, 2009.
- Remedios Varo, mystère et révélation, un documental sobre la vida y obra de la pintora Remedios Varo, Colection DVD Phares, 67 minutos, dirigido por Tufic Makhlouf Akl, Seven Doc, Grenoble, Francia, 2013.
- Wolfgang Paalen, Cristales de la mente, un documental sobre la vida y obra de Wolfgang Paalen, Colection DVD Phares, 85 minutos, dirigido por Tufic Makhlouf Akl, Seven Doc, Grenoble, Francia, 2019.

### Curadurías
- Remedios Varo y la literatura: para leer a Remedios Varo, curaduría de la colección permanente de obras de Remedios Varo donada por Walter y Alexandra Gruen al Museo de Arte Moderno de la ciudad de México. Museo de Arte Moderno de la Ciudad de México, 2009.
- Vicente Rojo: Cuaderno de viaje, curaduría de una retrospectiva de la obra sobre papel de Vicente Rojo que abarca cinco décadas de trabajo, presentada en el CECUT, de Tijuana, B. C., 2014.
- Sandra Pani: Árbol de huesos, curaduría de una retrospectiva de la obra de Sandra Pani que abarca dos décadas de trabajo, presentada en el CECUT, de Tijuana, B. C., 2018.

### Catálogos de su obra visual
- Visual Poetry / Poesía visual, The Athenaeumm, Music & Arts Library, La Jolla, California, 2011.
- Collage / Collage, catálogo de la exposición retrospectiva de cuatro décadas de collage en el CECUT, Tijuana, B. C, febrero de 2015.

### Blogs
- http://paisajeseneloido.blogspot.com/

### Websites
- https://www.albertoblanco.com.mx/
- https://www.albertoblancocollage.com/